# VI Liceum Ogólnokształcące im. Jarosława Dąbrowskiego w Częstochowie
VI Liceum Ogólnokształcące im. Jarosława Dąbrowskiego w Częstochowie – publiczna szkoła średnia, która mieściła się w Częstochowie przy ulicy Łukasińskiego 40 w dzielnicy Raków. Patronem szkoły jest Jarosław Dąbrowski.

## Historia
Szkoła swój początek datuje na rok 1948, gdy powstała Państwowa Szkoła Ogólnokształcąca Stopnia Podstawowego i Licealnego w Częstochowie. Stanowisko dyrektora objął wtedy Tadeusz Dyl. Rozpoczęcie funkcjonowania szkoły było utrudnione przez brak odpowiedniej kadry nauczycielskiej i budynku. Początkowo swój budynek użyczała Szkoła Podstawowa nr 8 przy ulicy Szczytowej w dzielnicy Ostatni Grosz. Pierwszą maturę przeprowadzono w roku 1951. 15 maja 1953 roku szkoła podstawowa i liceum zyskały siedzibę przy ulicy Pstrowskiego (obecnie Marii Dąbrowskiej). 26 września 1959 roku patronem szkoły został Jarosław Dąbrowski. W 1965 roku nastąpiło podzielenie liceum i szkoły podstawowej, która objęła gmach przy ul. Łukasińskiego 40. Liceum nadano wówczas numer VI. W 1980 roku budynek przy ul. Łukasińskiego 40 został przekazany VI LO.
W 2018 roku w szkole uczyło się ok. 100 uczniów. W szkole działała biblioteka, gabinet medyczny, gazetka szkolna, Klub Młodego Tłumacza, Szkolny Dyskusyjny Klub Filmowy, Szkolny Klub Turystyki Rowerowej, Koło Teatralne Re-Be-Ka, Szkolne koło Wolontariatu, Szkolny Klub UNESCO, SKKT Egzotyk, Szkoła Teatru, Koło humanistyczne Szuflandia.
VI Liceum Ogólnokształcące, uchwałą Rady Miasta Częstochowy zostało włączone do Zespołu Szkół im. Bolesława Prusa w Częstochowie przy ul. Bolesława Prusa 20 z dniem 1 września 2023 roku. 

## Absolwenci szkoły[3]
- Krzysztof Niedźwiecki – polski gitarzysta, wokalista, autor i kompozytor piosenek, producent.
- Mateusz Zachara – polski piłkarz, w 2014 wystąpił dwukrotnie w reprezentacji Polski
- Władysław Stępniak – polski historyk, w latach 2011–2016 naczelny dyrektor Archiwów Państwowych.